# Фромаж блан
Фромаж блан (фр. fromage blanc, дословно «белый сыр») — французский мягкий молодой сыр густой кремовой консистенции.
Фромаж блан не имеет защищённого региона происхождения и производится во многих местах Франции, а также в Бельгии. Тем не менее, французское законодательство детально регламентирует производство такого сыра. От своего ближайшего аналога под названием «fromage frais» (дословно «свежий сыр») фромаж блан отличается тем, что fromage frais при продаже содержит живые культуры, тогда как во фромаж блан ферментация к моменту поступления в продажу была остановлена.
Фромаж блан может быть сделан из обезжиренного молока, цельного молока, и сливок. Жирность такого сыра может, соответственно, варьировать от 0 до 8 % и даже до 20 % (для сортов, содержащих сливки).
Фромаж блан различных производителей продается во французских супермаркетах как по 0,5 и 1 кг, так и маленькими упаковками, вроде йогуртов. Его можно есть и как йогурт, и как крем-сыр, намазывая на хлеб, а также смешивать с фруктами или джемом, десертным соусом или мёдом.
Также фромаж блан используется для выпечки.